# Jordi Grimau
Jordi Grimau Gragera, (nacido el 17 de junio de 1983 en Barcelona) es un jugador de baloncesto español. Con 1.96 de estatura, su puesto natural en la cancha es el de escolta. Es el pequeño de una saga de hermanos baloncestistas formado por Sergi (1975) y Roger (1978). Actualmente es jugador y compagina el cargo de director deportivo del Club Bàsquet Sant Antoni de Liga LEB Plata.